# Ламонтеларье
Ламонтеларье́ (фр. Lamontélarié, окс. La Montelariá) — коммуна во Франции, находится в регионе Юг — Пиренеи. Департамент — Тарн. Входит в состав кантона От-Тер-д’Ок. Округ коммуны — Кастр.
Код INSEE коммуны — 81134.

## География
Коммуна расположена приблизительно в 590 км к югу от Парижа, в 95 км восточнее Тулузы, в 50 км к юго-востоку от Альби.
На юге коммуны протекает река Агу. Большую часть территории коммуны занимают леса.

## Климат
Климат умеренно-океанический. Зима мягкая и дождливая, лето жаркое с частыми грозами. Ветры довольно редки.

## Население
Население коммуны на 2010 год составляло 64 человека.
| 1962 | 1968 | 1975 | 1982 | 1990 | 1999 | 2010 |
| ---- | ---- | ---- | ---- | ---- | ---- | ---- |
| 131  | 115  | 105  | 77   | 47   | 71   | 64   |

## Администрация
| Период | Период | Фамилия           | Партия | Примечания |
| ------ | ------ | ----------------- | ------ | ---------- |
| 2001   | 2008   | Мари-Луиза Альбер |        |            |
| 2008   | 2020   | Пьер Эсканд       |        |            |

## Экономика
В 2007 году среди 33 человек в трудоспособном возрасте (15—64 лет) 25 были экономически активными, 8 — неактивными (показатель активности — 75,8 %, в 1999 году было 45,8 %). Из 25 активных работали 22 человека (11 мужчин и 11 женщин), безработных было 3 (2 мужчин и 1 женщина). Среди 8 неактивных 1 человек был учеником или студентом, 4 — пенсионерами, 3 были неактивными по другим причинам.

## Фотогалерея

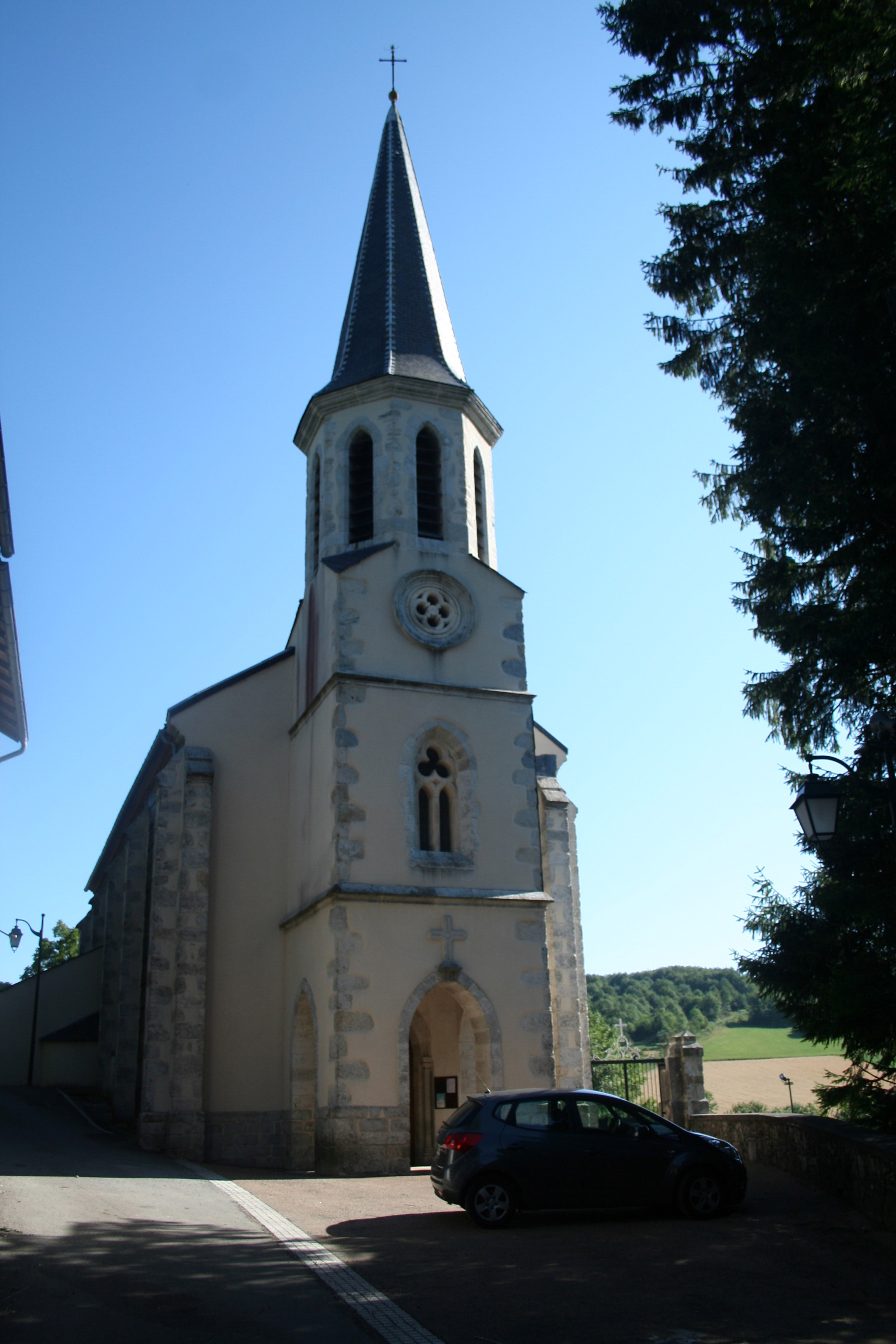
Церковь Нотр-Дам
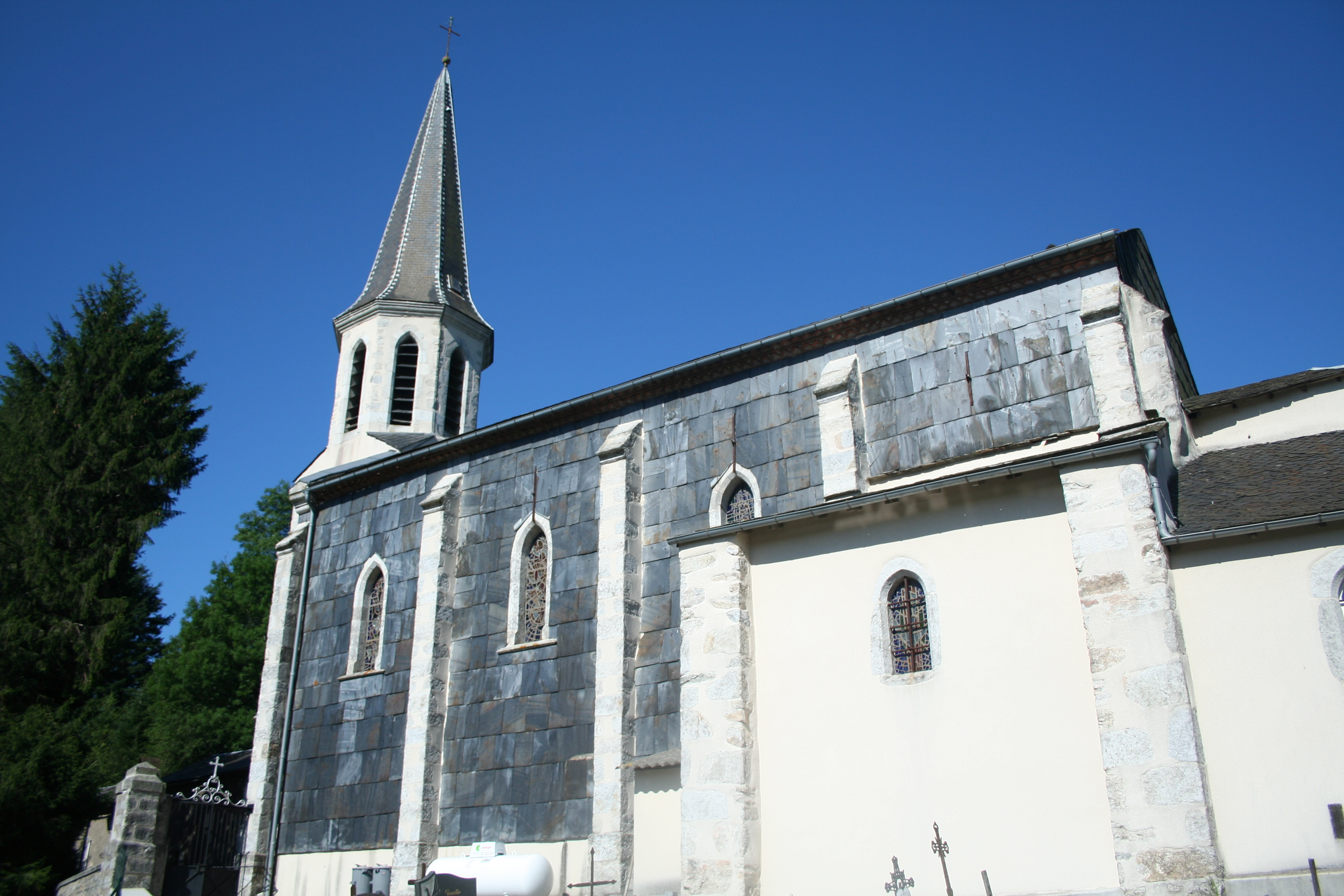
Церковь Нотр-Дам
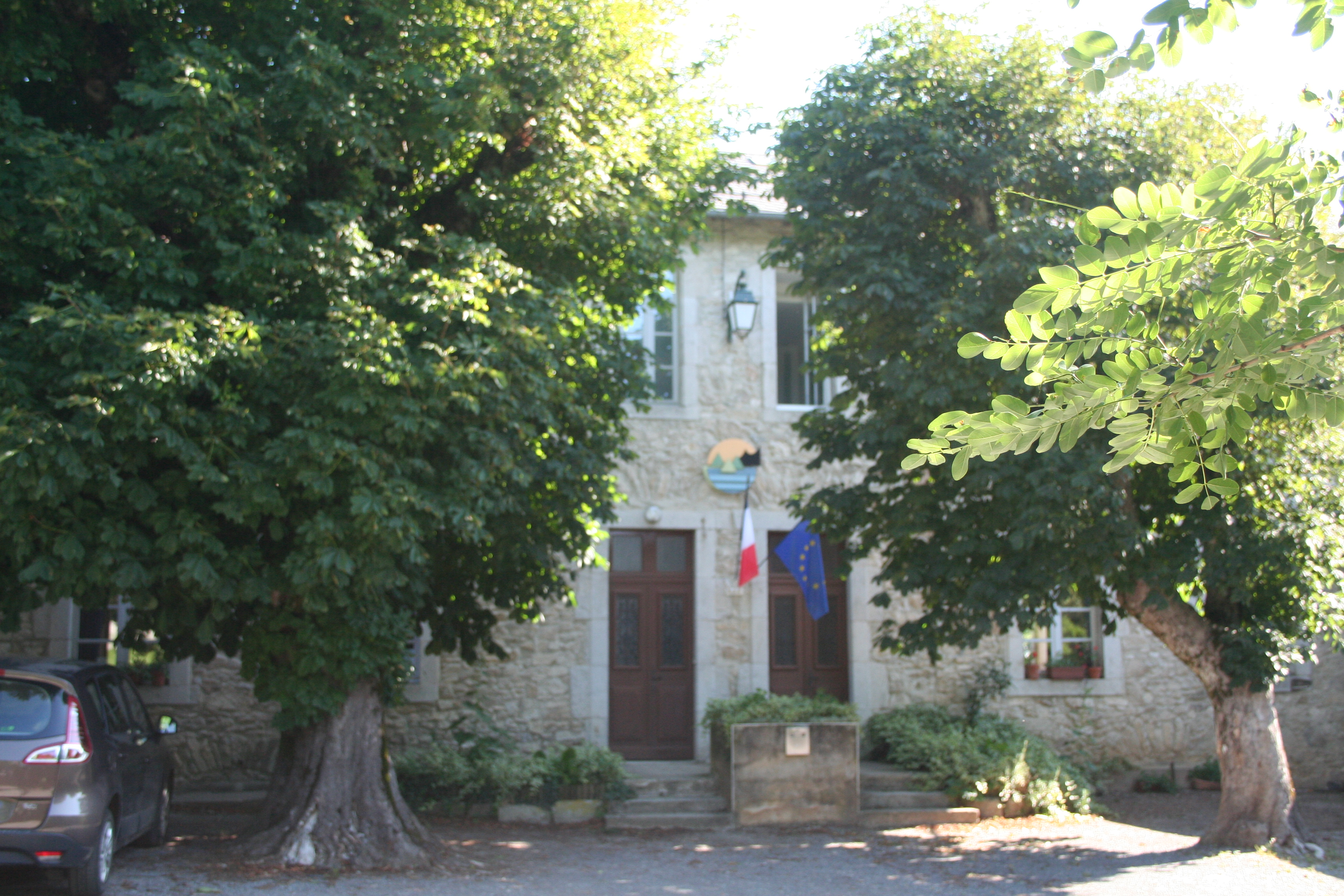
Мэрия
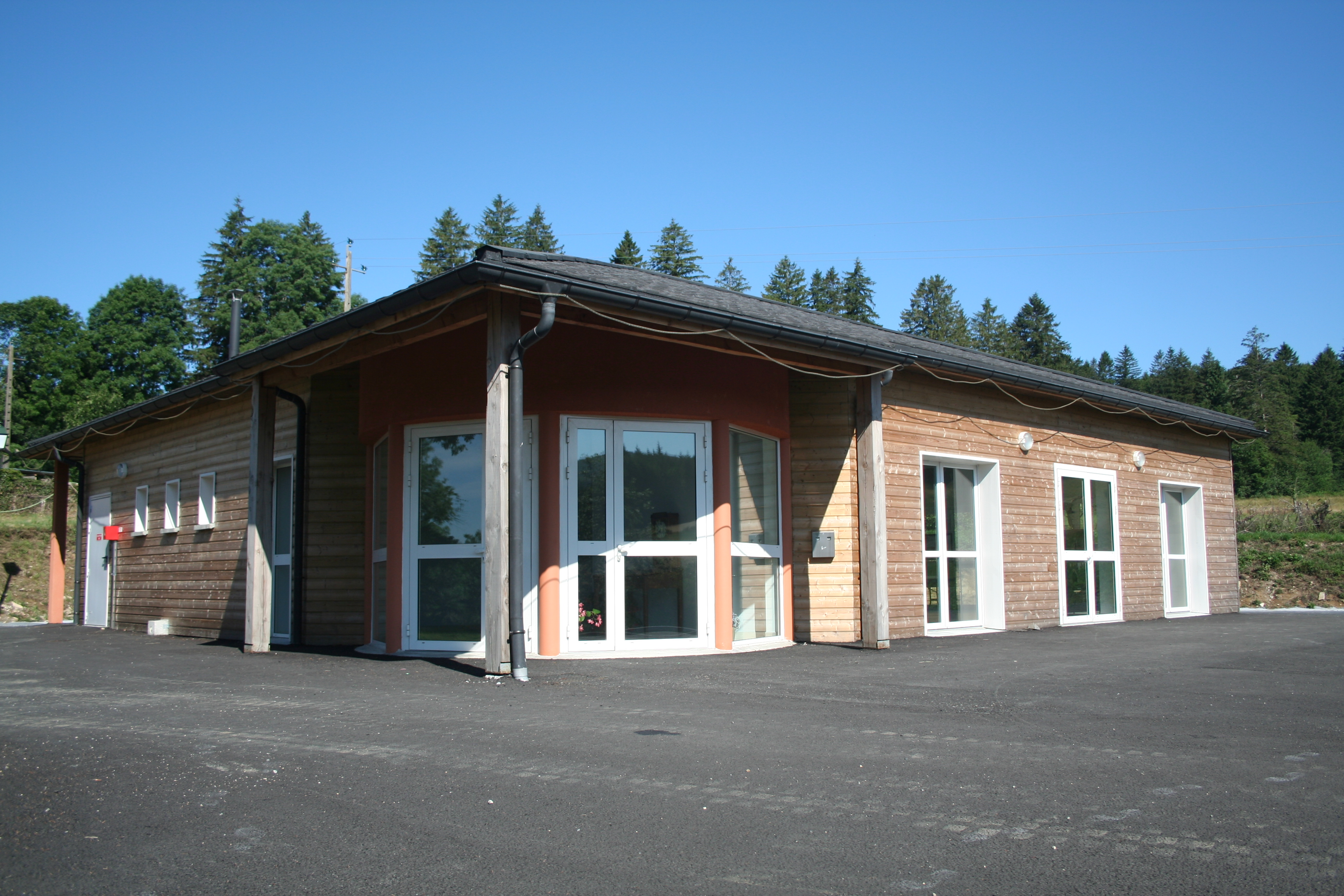
Зал для торжественных мероприятий
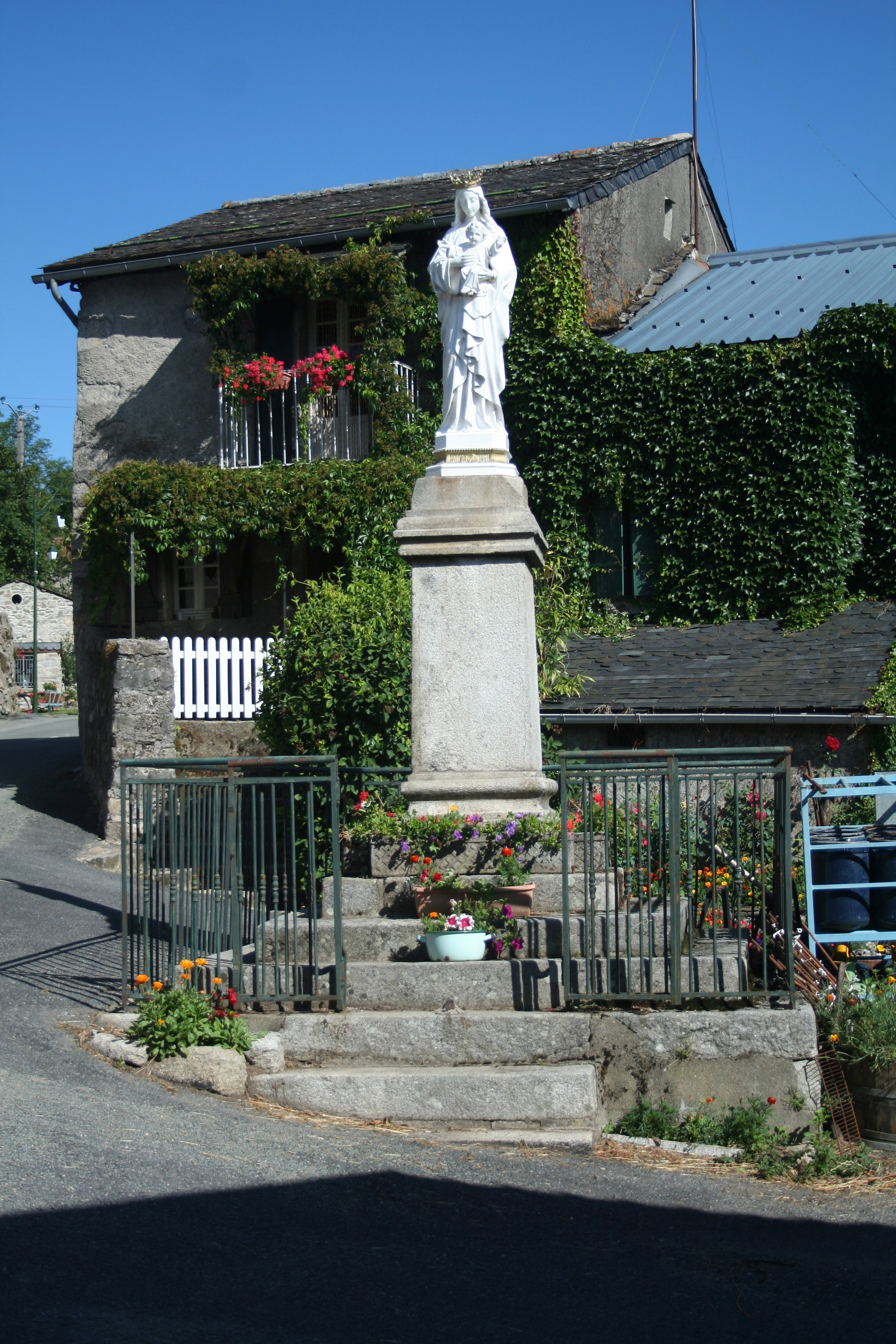
Статуя Девы Марии
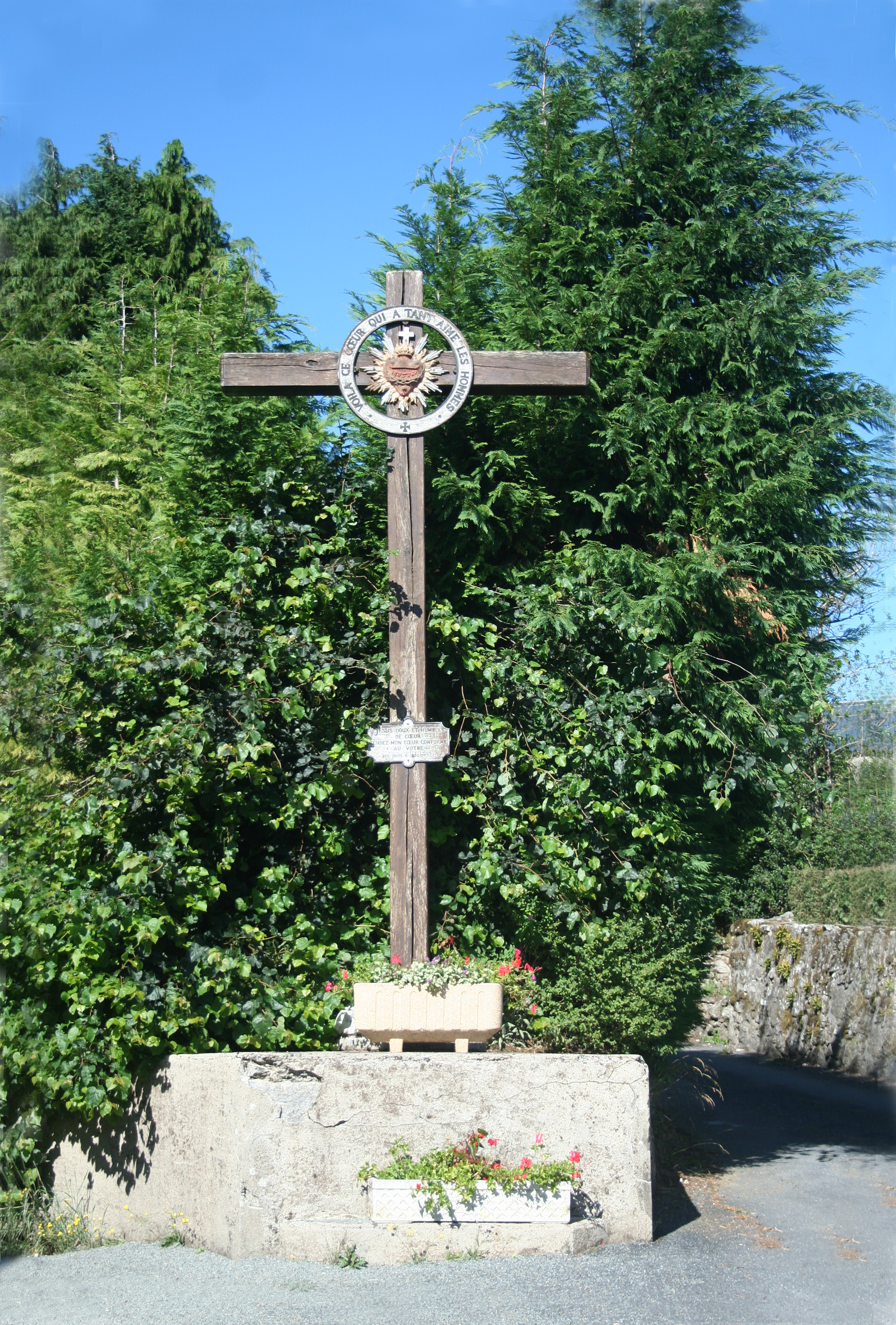
Крест
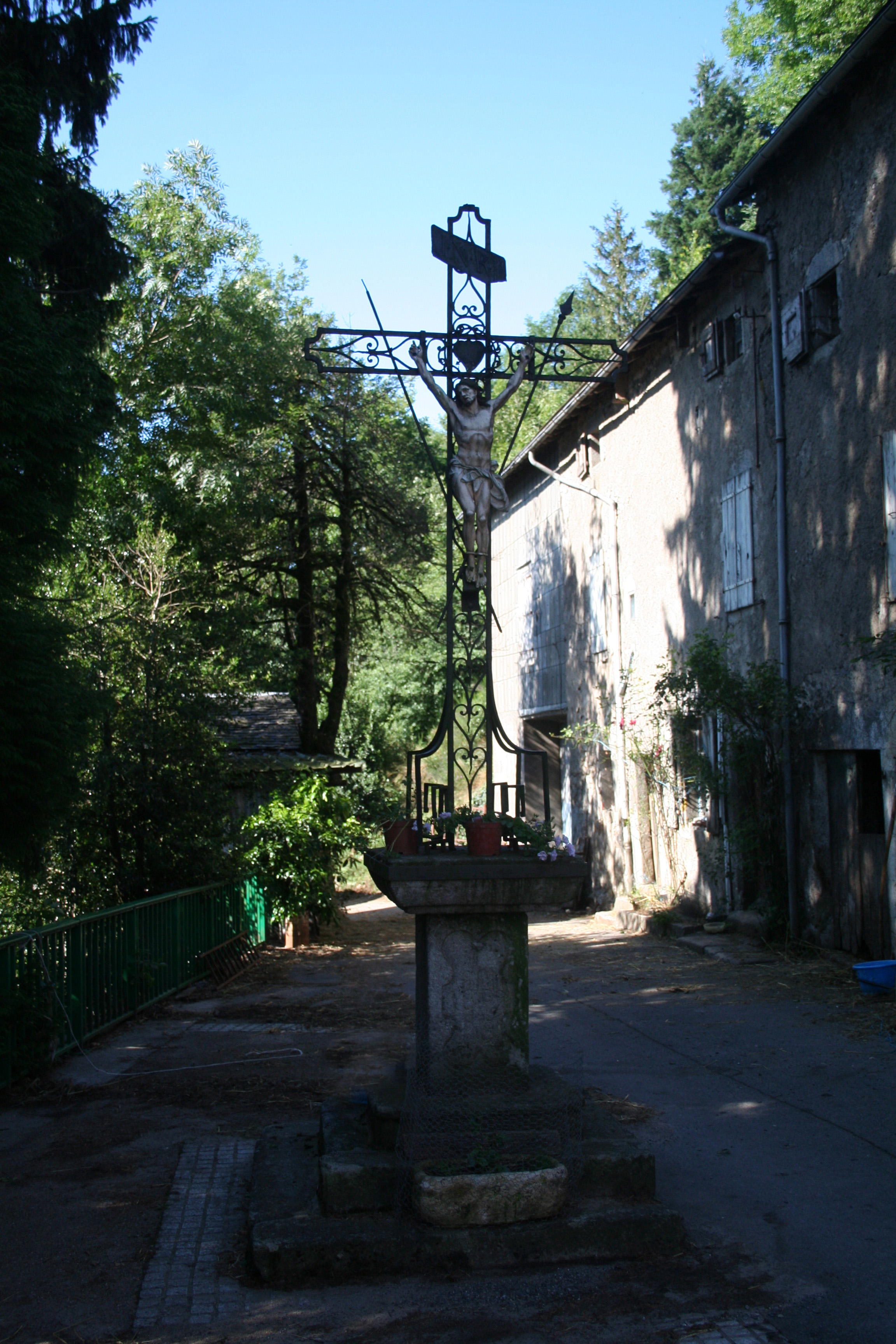
Крест